# オオギセル
オオギセル（大煙管）、学名 Megalophaedusa martensi は、有肺目キセルガイ科に分類される陸生巻貝の一種である。本州西部と四国の山林に分布する細長い巻貝で、「世界最大のキセルガイ」とされている。
記載者のマルテンスにちなみマルテンスギセル、またはマルテンギセルとも呼ばれる。また和名末尾に「貝」をつけてオオギセルガイ（大煙管貝）、マルテンスギセルガイ等と呼ぶこともある。

## 特徴
成貝は殻長50mm・殻径10mmに達する。貝殻はキセルガイ類他種と同様に紡錘形・左巻きで、螺塔は9-11階ほどになる。殻皮は淡褐色-紫褐色だが黄白色の個体もいる。殻表に肋などは無く、細かい成長脈がある程度で、さらに老成個体では磨耗して平滑・白色になった個体もいる。殻頂付近の2-3層は円筒状だが、通常は成長すると欠ける。殻口は卵型で、成長すると周辺が肥厚・外反する。内唇の上方にある主板は強く、前板は殻口内斜上方へ走る。殻口の右上には細かい腔襞が並び、このうち最も上の主襞が長く、その下に3-12個の短い小腔襞が並ぶ。軟体は殻に比べると小さい。
同属2種と共にキセルガイの中では大型で厚質な貝殻をもつ種類である。本種は特に世界最大のキセルガイとされている。
本州の関東以西と四国に分布し、森林の落葉下に生息する。繁殖形態は雌雄同体・卵胎生である。

## 人間との関係
日本産キセルガイの中では分布域が広い方だが、森林の伐採などで生息地が減少している。環境省レッドリストには掲載されていないものの、分布域の各府県では絶滅危惧種に指定している所もある。
- 府県別レッドリスト掲載状況[6]
  - 絶滅危惧I類 - 大阪府
  - 絶滅危惧II類 - 香川県
  - 準絶滅危惧 - 京都府・鳥取県・高知県
  - その他 - 岡山県「希少種」

## 亜種・近縁種
オオギセル属 Megalophaedusa は本州・四国に3種類のみが分類される。またオオギセルには地方形があり合計3亜種に分類される。
- オオギセル Megalophaedusa martensi martensi (Martens,1860)
  - オオマルテンギセル M. m. reiniana (Kobelt,1875) - オオギセルの亜種。殻口唇縁が淡紅色。滋賀・三重・愛知に分布
  - クリイロマルテンギセル M. m. tinctilabris (Pilsbry,1902) - オオギセルの亜種。殻皮が栗色。紀伊半島南部に分布
- ミツクリギセル M. mitsukurii (Pilsbry,1902) - 殻長35mm・螺層9階でやや小形。紀伊半島南部に分布。名前は箕作佳吉への献名である。環境省レッドリスト2007年版絶滅危惧II類（VU）
- オオボケギセル M. concrescens (Pilsbry,1902) - 殻長35mm・光沢のある黄褐色。四国山地に分布。和名は大歩危に由来する